# Pol (Lugo)
Pol és un municipi de la província de Lugo a Galícia. Pertany a la Comarca de Meira.

## Parròquies
| - Arcos de Frades (Santiago) - Caraño (San Martiño) - Carazo (San Pedro) - Cirio (Santa María) - Ferreiros (Santo André) - Fraialde (Santa María) - Gondel (San Cosme) - Hermunde (San Pedro) - Lea (San Bartolomeu) - Luaces (Santa María) | - Milleirós (Santiago) - Mosteiro (San Salvador) - Pol (Santo Estevo) - San Martín de Lúa (San Martín) - San Martiño de Ferreiros (San Martiño) - Silva (Santiago) - Suegos (Santa Eulalia) - Torneiros (San Lourenzo) - Valonga (Santa María) |